# Teodoro (Prusa)
Teodoro (em armênio/arménio: Θεόδωρος; romaniz.: Theódoros; em latim: Theodorus) foi um oficial do século VII. Seu ofício não é conhecido, mas se pensa que foi conde do Tema Opsiciano com base na localização da inscrição que o cita (em Prusa, na Bitínia). A inscrição faz referência a uma edificação dessa cidade. Alguns estudiosos pensam que talvez fosse o patrício e conde homônimo ou o oficial homônimo que participou no Sexto Concílio Ecumênico de 680/681.